# Европейская колея
Европейская колея (в применяющих странах называется «Стандартная колея» или «Стефенсоновская колея») — железнодорожная колея шириной 1435 мм. Условно считается мировым стандартом колеи на железнодорожном транспорте.
Примерно 60 % всех железных дорог мира используют стандартную колею. Именно эта ширина колеи была принята для постройки первой пассажирской железнодорожной линии Ливерпуль — Манчестер инженером Джорджем Стефенсоном. Фактически эта колея была самой узкой из всех многочисленных вариантов широкой колеи и была выбрана для того, чтобы перешивка прежних более узких дорог не потребовала вложений в переустройство мостов, насыпей и выемок поскольку соответствовала общеупотребительной тогда в Англии ширине обыкновенных повозок. Спустя 20 лет (в 1846 году) эта колея была принята в качестве стандарта английским парламентом и должна была использоваться при постройке новых железных дорог.
Процент стандартной колеи постепенно растёт за счёт перехода на неё тех стран, где ширина колеи была иной. 
Сети стандартной колеи:
- Северная Америка: Канада, Соединенные Штаты Америки, Мексика (крупнейшая единая сеть стандартной колеи) и Куба.
- Южная Америка: (Уругвай, Перу, Венесуэла, частично Парагвай и Аргентина)
- Европа и Rail Baltica (за исключением стран СНГ, Украины, Латвии, Литвы, Эстонии, Финляндии, Ирландии, Испании и Португалии).
- Израиль
- Турция, Иран — единая сеть с Европой.
- Сирия, Ирак (отрезаны от общей сети из-за военных действий)
- Азия: Китай, Северная Корея, Южная Корея, Лаос.
- Северная Африка (Мавритания, Марокко, Алжир, Египет, частично Тунис)
- Африка к югу от Сахары (Габон, Кения, Эфиопия, Нигерия, частично Танзания)
- Австралия (основные линии)

В странах, где стандартом является колея шире европейской — 1520 мм, 1600 мм и 1668 (1676) мм, стандартную колею 1435 мм в обиходе зачастую называют «узкой», но узкой она не является, так как используется для магистральных железных дорог значительной протяженности и обращения подвижного состава с габаритами, массой и скоростями, сопоставимыми с остальными ширококолейными дорогами. Подавляющее большинство скоростных дорог мира строится именно на этой колее, за исключением стран СНГ и Финляндии. Более того, даже если основная железнодорожная сеть страны имеет нестандартную колею, то высокоскоростные железные дороги часто строятся на колее 1435 мм вразрез с местными нормами, например: в Испании (основная колея — 1668 мм), в Японии (основная колея — 1067 мм) и строящаяся в Индии (основная колея — 1676 мм).
Термин «европейская колея» часто используется на постсоветском пространстве, ввиду того, что именно такая колея изначально использовалась в большинстве стран Европы, и она «стыкуется» с железнодорожной сетью постсоветского пространства. Однако устаревший термин «европейская колея» не точен, поскольку эта колея используется не только в Европе, а на всех континентах и крупнейшие сети расположены также за пределами Европы, в Северной Америке и в Азии (Китай и прочие). В других странах используется термин «стандартная колея» или «Стефенсоновская колея».
В современности — многие страны с небольшой протяжённостью железных дорог нередко перешивают старые ветки на стандартную колею либо строят новые с этой же шириной (некоторые страны Африки и Латинской Америки), также практически во всём мире, кроме стран бывшего СССР (где стандарт — 1520 мм для всех рельсовых систем), все новые городские рельсовые системы — трамваи, ЛРТ и метрополитены строятся именно с колеёй 1435 мм, что облегчает обслуживание и удешевляет закупку подвижного состава у известных производителей, а также из других стран. Пример — Индия: магистральные железные дороги имеют ширину колеи 1676 мм, но метро и трамваи — 1435 мм, Финляндия — основная колея 1524 мм, но новые трамвайные системы — 1435 мм. Надземный метрополитен Астаны в Казахстане построен с колеёй 1435 мм.

## Европейская колея в России
Исторически сложилось, что трамвай Ростова-на-Дону имеет ширину колеи 1435 мм.
На территорию России европейская колея заходит:
- из Северной Кореи (железнодорожный пограничный переход Хасан (РФ) — Туманган (КНДР);
- из Китая:
  - переходы Забайкальск (РФ) — Маньчжурия (КНР);
  - Гродеково (РФ) — Суйфэньхэ (КНР);
  - «Золотое звено» Камышовый (РФ) — Хуньчунь (КНР);
  - Планируется строительство дороги Хуньчунь — порт Зарубино[4].
- Из Польши (Калининградская железная дорога):
  - Калининград (РФ) — Мамоново (РФ) — Бранево (Польша). Движение поездов осуществляется без перестановки вагонов.
  - Черняховск (РФ) — Железнодорожный (РФ) — Скандава (Польша).

В свою очередь, русская колея заходит на территорию сопредельных стран (Северная Корея, Китай и Польша).
Кроме России, аналогичные железнодорожные пограничные переходы имеются в Белоруссии, Украине, Молдавии, Монголии, Казахстане, Грузии, Азербайджане, Туркменистане и Финляндии.